# Bernouil
Bernouil es una localidad y comuna francesa situada en la región de Borgoña, departamento de Yonne, en el distrito de Avallon y cantón de Flogny-la-Chapelle.

## Demografía
| 205 | 232 | 233 | 205 | 232 | 250 | 235 | 233 | 223 | 211 | 193 | 207 | 209 | 212 | 218 | 209 | 192 | 184 | 189 | 187 | 156 | 158 | 141 | 156 | 140 | 138 | 132 | 124 | 115 | 108 | 117 | 123 | 113 |
| Para los censos de 1962 a 1999 la población legal corresponde a la población sin duplicidades (Fuente: INSEE [Consultar]) |     |     |     |     |     |     |     |     |     |     |     |     |     |     |     |     |     |     |     |     |     |     |     |     |     |     |     |     |     |     |     |     |